# Chaetopappa bellidifolia
Chaetopappa bellidifolia là một loài thực vật có hoa trong họ Cúc. Loài này được (A.Gray & Engelm. ex A.Gray & Engelm.) Shinners mô tả khoa học đầu tiên năm 1946.